# Кифенти (Лука)
Кифенти је насеље у Италији у округу Лука, региону Тоскана.
Према процени из 2011. у насељу је живело 368 становника. Насеље се налази на надморској висини од 110 м.